# Крепо, Мишель
Мише́ль Эдуа́р Жан Крепо́ (фр. Michel Édouard Jean Crépeau; 30 октября 1930[…], Фонтене-ле-Конт — 30 марта 1999[…], Париж) — французский политик, министр юстиции (1986).

## Биография

### Ранние годы и образование
Родился в 1930 году в Фонтене-ле-Конт, с восемнадцатилетнего возраста состоял в Радикальной партии.
Окончил юридический факультет университета Бордо и в 1955 году был принят в коллегию адвокатов Ла-Рошели.

### Политическая карьера
С 1971 года и до своей смерти в 1999 году являлся мэром Ла-Рошели. В период своей деятельности прекратил строительство в прибрежной зоне, учредил систему переработки отходов в 1974 году, создал первую во Франции пешеходную зону в 1975 году и организовал бесплатную аренду 400 так называемых «жёлтых велосипедов» в 1976 году. При содействии Жана-Луи Фолькера (Jean-Louis Foulquier) организовал в 1984 году франкофонный музыкальный фестиваль Francofolies, а в 1992 году на церемонии с участием Франсуа Миттерана и Гельмута Коля заложил первый камень в фундамент университета Ла-Рошели.
В период с 1973 по 1999 год являлся депутатом Национального собрания Франции от департамента Приморская Шаранта (с 1997 по 1999 год возглавлял Радикальную, гражданскую и зелёную фракцию).
В 1978—1981 годах — председатель Радикального левого движения.
В 1981 году стал официальным кандидатом от Движения на президентских выборах, получив 2,21 % голосов.

### Работа в правительствах эпохи президента Франсуа Миттерана
22 мая 1981 года Крепо получил портфель министра окружающей среды при формировании правительства социалиста Пьера Моруа, которого днём ранее назначил премьер-министром новый президент Франсуа Миттеран (предыдущий премьер Раймон Барр подал прошение об отставке ещё 13 мая).
22 марта 1983 года сформировано третье правительство Моруа (его второй кабинет, в котором Крепо сохранял должность министра окружающей среды, рухнул из-за отставки 20 марта министра внешней торговли Мишеля Жобера). В новом правительстве Крепо был назначен министром торговли и ремёсел.
19 июля 1984 года при формировании правительства Лорана Фабиуса Крепо сохранил прежний портфель, получив в дополнение к нему функции министра туризма.
19 февраля 1986 года после отставки Робера Бадентера Крепо сменил его в должности министра юстиции, но занимал её лишь 28 дней — после поражения левых на парламентских выборах кабинет Фабиуса прекратил существование (при этом сам Крепо тоже выставлял свою кандидатуру, одержал победу в своём округе и вернулся в парламент).

### Смерть
Скончался 30 марта 1999 года вследствие сердечного приступа, случившегося 23 марта в зале заседаний парламента во время «правительственного часа», когда Крепо задавал вопросы Доминику Стросс-Кану.